# Dannenwalde (Gumtow)
Dannenwalde ist ein Ortsteil der amtsfreien Gemeinde Gumtow im Landkreis Prignitz in Brandenburg.

## Geographie
Der Ort liegt fünf Kilometer nördlich von Gumtow und 26 Kilometer östlich von Perleberg. Zum Ortsteil gehören zwei bewohnte Gemeindeteile: das zwei Kilometer südlich gelegene Gut Bärensprung und der drei Kilometer westlich zu findende Weiler Friedheim. Darüber hinaus zählt der vier Kilometer südwestlich gelegene Wohnplatz Luisenhof zum Ort.
Nachbarorte sind Schönebeck im Norden, Breitenfeld und Waldhof im Nordosten, Kolrep im Osten, Gumtow und Döllen im Süden, sowie Krams, Vettin und Kehrberg im Westen.

## Geschichte
Um 1438 soll Dannenwalde ein Gut der Familie von Krüsicke gewesen sein, dessen letzter Vertreter Hans Siegfried als Offizier im Siebenjährigen Krieg starb. Über seine Schwester Katharina Margarethe (1737–1781) kam Dannenwalde über Heirat 1764 an ihren Ehemann, den königlich preußischen Hauptmann (Kapitän) Johann Christoph von Tresckow-Niegripp (1720–1781).
1804 waren im 24 Hufe großen Dorf und Gut insgesamt 307 Einwohner ansässig und 39 Feuerstellen vorhanden. Neben neun Ganzbauern, zwei Kossäten, 16 Büdnern und 20 Einliegern zählten damals eine Schmiede, eine Ziegelei, eine Wassermühle und ein Förster, sowie über 600 Morgen Holz dazu. Zu dieser Zeit war Albrecht von Rohr, preußischer Regierungspräsident in Kleve, der Besitzer des zum Pritzwalkischen Kreise in der Prignitz der Mark Brandenburg, zur Kirchengemeinde in Demerthin und postalisch zu Kyritz gehörenden Ortes. Otto von Rohr (1852–1908) gehörten vor 1880 das Rittergut Dannenwalde mit 1189 ha, Teil dessen war der Waldbesitz mit 358 ha. Zum Gut gehörte auch eine Ziegelei. Er war mit Elisabeth von Köckritz verheiratet.
Ihre Tochter Anna von Rohr-Dannenwalde (1883–1951) wurde Erbin der damaligen 1801 ha und heiratete den letzten namhaften Dannenwalder Grundbesitzer, den Juristen und Politiker Joachim von Oppen-Dannenwalde. Gut Dannenwalde mit Vorwerk Bärensprung beinhaltete 1929 konkret 1901 ha und wurden durch einen Oberinspektor und einen Rendanten geleitet. Joachim und Anna von Oppen waren gleichberechtigte Eigentümer.
Am 15. Oktober 1897 wurde die Schmalspurbahnstrecke von Perleberg nach Kyritz in Betrieb genommen und mit dem Bahnhof Dannenwalde wurde der Ort an die erste Verbindung der Kleinbahnen der Kreise West- und Ostprignitz angeschlossen. 1969 erfolgte die Stilllegung der Strecke, zeitgleich zur Einstellung des Betriebes auf dem gesamten Kleinbahnnetz in der Prignitz.
Zum 30. Juni 2002 schloss sich Dannenwalde mit 15 anderen Gemeinden zur Gemeinde Gumtow zusammen. Damals lebten hier 509 Einwohner.

## Kultur und Sehenswürdigkeiten

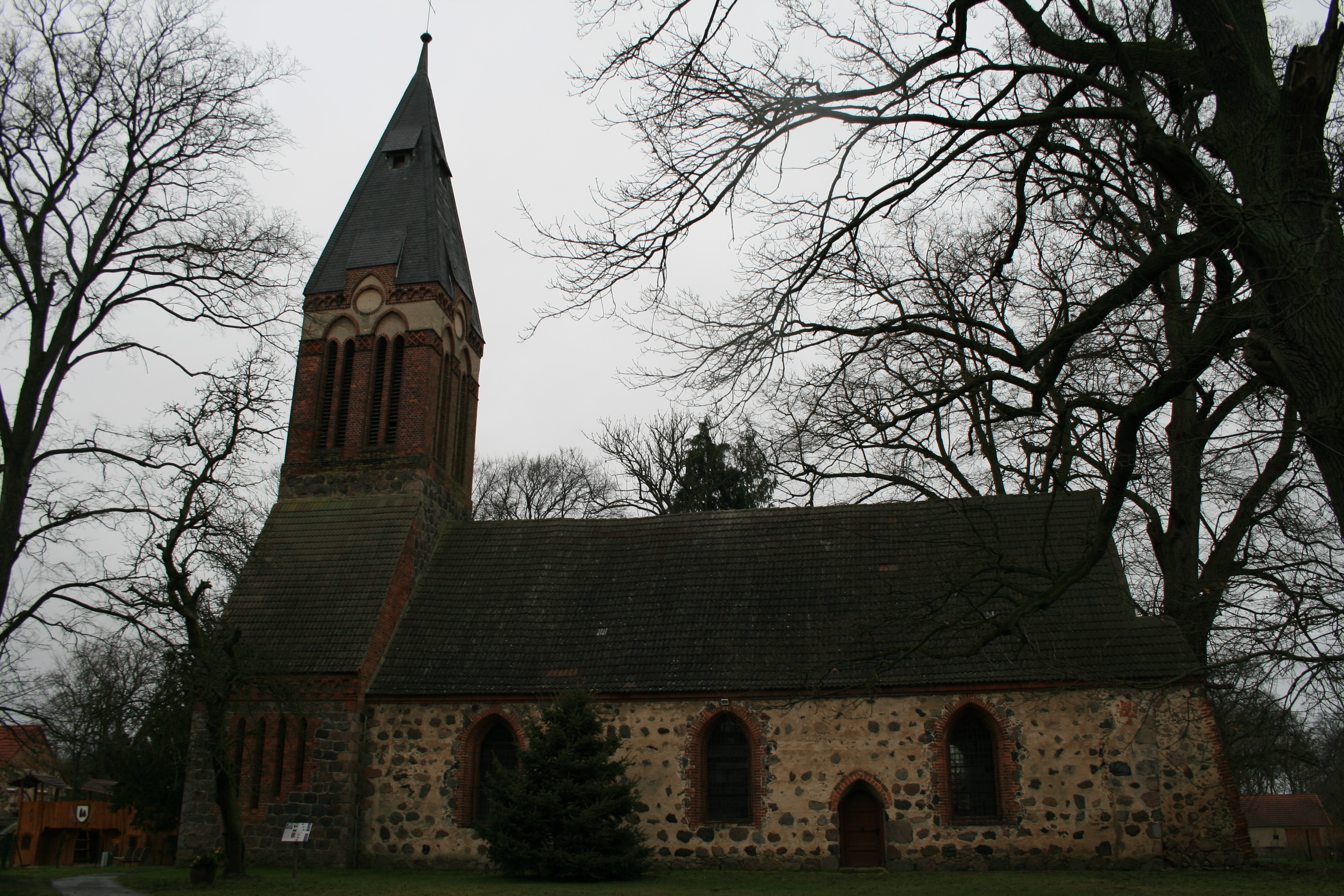
Ansicht der Dorfkirche von Süden

Einen Kilometer südwestlich vom Dorf breitet sich das Große Luch aus, ein größtenteils trockengelegtes Feuchtgebiet in dem sich die Quelle der Westlichen Jäglitz befindet.

## Söhne und Töchter
- Elisabeth von Falkenhausen, geborene von Oppen-Dannenwalde (1923–2021), deutsche Autorin